# مقاطعة سيليزيا

مقاطعة سيليزيا ( (بالألمانية: Provinz Schlesien)‏ . (بالبولندية: Prowincja Śląska)‏. سيليزيا: بروينسيجو إيلينسكي كانت مقاطعة بروسية من 1815 إلى 1919. كانت منطقة سيليزيا جزءًا من بروسيا منذ عام 1740 وتأسست كمقاطعة رسمية في عام 1815، ثم أصبحت جزءًا من الإمبراطورية الألمانية في عام 1871. في عام 1919، كجزء من ولاية بروسيا الحرة داخل ألمانيا فايمار، تم تقسيم سيليزيا إلى مقاطعات سيليزيا العليا وسيليزيا السفلى. تم توحيد سيليزيا لفترة قصيرة من عام 1938 إلى عام 1941 كمقاطعة لألمانيا النازية قبل تقسيمها إلى سيليزيا العليا وسيليزيا السفلى.
بريسلاو (فروتسواف الحالية، بولندا ) هي عاصمة المقاطعة.

## جغرافية

أرض التاج في سيليزيا حتى عام 1742 (مظللة باللون السماوي) ومقاطعة سيليزيا عام 1815 (المبينة باللون الأحمر)، متراكبة على الحدود الدولية الحديثة

شكلت المنطقة الواقعة على جانبي نهر أودر الجزء الجنوبي الشرقي من المملكة البروسية. وهي تتألف من الجزء الأكبر من أراضي التاج البوهيمي السابقة في سيليزيا العليا والسفلى وكذلك مقاطعة كلادسكو المجاورة، والتي احتلها الملك البروسي فريدريك العظيم لمملكة هابسبورغ النمساوية تحت حكم الإمبراطورة ماريا تيريزا في حروب سيليزيا في القرن الثامن عشر. وشملت كذلك الجزء الشمالي الشرقي من لوساتيا العليا في جميع أنحاء في غورليتس وLauban، تنازلت لبروسيا من قبل المملكة من ولاية سكسونيا وفقا لقرارات مؤتمر فيينا في عام 1815.

## التاريخ

### مقاطعة سيليزيا

#### التقسيم بعد الحرب العالمية الأولى
| قسم:              | المساحة في عام 1910 في كم 2 | حصة من الأرض | السكان في عام 1910 | بعد WW1 جزء من:                           | ملاحظات |
| سيليزيا السفلى    | 27105 كم 2                  | 100٪         | 3.017.981          | مقسمة بين:                                |         |
| ----------------- | --------------------------- | ------------ | ------------------ | ----------------------------------------- | ------- |
| إلى بولندا        | 526 كم 2                    | 2٪           | 1٪                 | بوزنان فويفود (Niederschlesiens Ostmark ) | [ 6 ]   |
| إلى ألمانيا       | 26579 كم 2                  | 98٪          | 99٪                | مقاطعة سيليزيا السفلى                     |         |
| سيليزيا العليا    | 13230 كم 2                  | 100٪         | 2.207.981          | مقسمة بين:                                |         |
| إلى بولندا        | 3225 كم 2                   | 25٪          | 41 ٪               | سيليزيا فويفود                            | [ 8 ]   |
| إلى تشيكوسلوفاكيا | 325 كم 2                    | 2٪           | 2 ٪                | هلوين المنطقة                             |         |
| إلى ألمانيا       | 9680 كم 2                   | 73٪          | 57 ٪               | مقاطعة سيليزيا العليا                     |         |

## الإدارة
| ريجيرينجسبيرزك بريسلاو - الحضرية مناطق (Stadtkreise) 1. بريسلاو 2. بريج (من 1907) 3. Schweidnitz - المناطق الريفية ( لاندكرز ) 1. بريسلاو 2. Brieg 3. فرانكشتاين 4. جلاتز ( مقاطعة كلادسكو السابقة) 5. Groß Wartenberg 6. Guhrau 7. هابيلشويردت (مقاطعة كلادسكو السابقة) 8. Militsch 9. Münsterberg 10. Namslau 11. نيوماركت 12. Neurode (مقاطعة Kladsko السابقة) 13. Nimptsch 14. Oels 15. Ohlau 16. رايشنباخ 17. Schweidnitz 18. في Steinau 19. بلدة Strehlen 20. Striegau 21. Trebnitz 22. فالدنبورغ 23. Wohlau | ريجيرونجسبيزرك ليجنيتز - الحضرية مناطق (Stadtkreise) 1. في Görlitz 2. Liegnitz - المناطق الريفية ( لاندكرز ) 1. Bolkenhain 2. Bunzlau 3. فرايشتات 4. Glogau 5. غولدبرغ 6. غورليتس (السابق لكسون أبر لوساتيا ) 7. غرونبيرغ 8. هرشبيرغ 9. هويرزوردا (السابقة لكسونيا العليا لوساتيا) 10. Jauer 11. Landeshut 12. لوبان (السابقة لكسونيا العليا لوساتيا) 13. Liegnitz 14. وفينبرغ 15. بلدة لوبين المجهولة 16. روتنبورغ (السابقة لكسونيا العليا لوساتيا) 17. كريس ساجان 18. شوناو 19. Sprottau | ريجيرونجسبيزيرك أوبلن - الحضرية مناطق (Stadtkreise) 1. Beuthen 2. كلايفتز 3. Kattowitz 4. Königshütte 5. Oppeln 6. راتيبور (من 1904) - المناطق الريفية ( لاندكرز ) 1. Beuthen 2. Cosel 3. فالكنبرج 4. Groß Strehlitz 5. Grottkau 6. زابرزي (من 1915: هيندنبورغ) 7. Kattowitz 8. Kreuzburg 9. Leobschütz 10. Lublinitz 11. نيسي 12. فاينر 13. Oppeln 14. بليس 15. راتيبور 16. روزنبرغ 17. ريبنيك 18. Tarnowitz 19. Tost - جليويتز |